# Picardiella seyrigi
Picardiella seyrigi är en stekelart som beskrevs av Townes, Townes och Gupta 1961. Picardiella seyrigi ingår i släktet Picardiella och familjen brokparasitsteklar. Inga underarter finns listade i Catalogue of Life.